# Syncomistes rastellus
Syncomistes rastellus és una espècie de peix pertanyent a la família dels terapòntids.

## Descripció
- Pot arribar a fer 15 cm de llargària màxima.[4][5]

## Reproducció
Té lloc durant el final de l'estació seca o el començament de la humida (de l'octubre al desembre).

## Alimentació
Menja algues.

## Hàbitat
És un peix d'aigua dolça, bentopelàgic i de clima tropical (13°S-15°S).

## Distribució geogràfica
Es troba als rius Gibb i Drysdale (Austràlia Occidental, Austràlia).

## Costums
Es refugia a les esquerdes del terreny quan se sent amenaçat i, de vegades, forma moles amb Syncomistes trigonicus.

## Observacions
És inofensiu per als humans.